# Reprezentacja Francji na Mistrzostwach Świata w Narciarstwie Klasycznym 2009
Reprezentacja Francji na Mistrzostwach Świata w Narciarstwie Klasycznym 2009 liczyła 28 sportowców. Reprezentacja ta zdobyła 2 brązowe medale, dzięki czemu zajęła 14. miejsce w klasyfikacji medalowej.

## Medale

### Złote medale
Brak

### Srebrne medale
Brak

### Brązowe medale
- Kombinacja norweska, gundersen hs 134 / 10 km: Jason Lamy Chappuis
- Kombinacja norweska, hs 100 / 10 km ze startu masowego: Jason Lamy Chappuis

## Wyniki

### Biegi narciarskie mężczyzn
Sprint
- Cyril Miranda - 10. miejsce
- Damien Ambrosetti - 36. miejsce (odpadł w kwalifikacjach)
- Roddy Darragon - 38. miejsce (odpadł w kwalifikacjach)

Sprint drużynowy
- Jean Marc Gaillard, Cyril Miranda - 5. miejsce

Bieg na 15 km
- Jean Marc Gaillard - 14. miejsce
- Vincent Vittoz - 23. miejsce
- Alexandre Rousselet - 27. miejsce
- Christophe Perrillat - 41. miejsce

Bieg na 30 km
- Vincent Vittoz - 6. miejsce
- Maurice Manificat - 47. miejsce
- Emmanuel Jonnier - 51. miejsce
- Jean Marc Gaillard - 54. miejsce

Bieg na 50 km
- Vincent Vittoz - 9. miejsce
- Emmanuel Jonnier - 13. miejsce
- Jean Marc Gaillard - 23. miejsce
- Christophe Perrillat - 29. miejsce

Sztafeta 4 x 10 km
- Alexandre Rousselet, Jean Marc Gaillard, Vincent Vittoz, Emmanuel Jonnier - 9. miejsce

### Biegi narciarskie kobiet
Sprint
- Laure Barthelemy - 23. miejsce
- Aurore Cuinet - 26. miejsce
- Caroline Weibel - 30. miejsce

Sprint drużynowy
- Aurore Cuinet, Caroline Weibel - 13. miejsce

Bieg na 10 km
- Elodie Bourgeois Pin - 50. miejsce
- Caroline Weibel - 52. miejsce
- Aurore Cuinet - nie ukończyła
- Karine Laurent Philippot - nie wystartowała

Bieg na 15 km
- Karine Laurent Philippot - 18. miejsce
- Coraline Hugue - 35. miejsce
- CĂ©cile Storti - 43. miejsce
- Laure Barthelemy - 53. miejsce

Bieg na 30 km
- Karine Laurent Philippot - 11. miejsce
- Coraline Hugue - 14. miejsce
- Celia Bourgeois - 28. miejsce
- CĂ©cile Storti - nie ukończyła

Sztafeta 4 x 5 km
- Elodie Bourgeois Pin, Karine Laurent Philippot, Coraline Hugue, Celia Bourgeois - 9. miejsce

### Kombinacja norweska
Gundersen HS 134 / 10 km
- Jason Lamy Chappuis - 3. miejsce, brązowy medal
- François Braud - 14. miejsce
- Maxime Laheurte - 35. miejsce
- Sébastien Lacroix - nie wystartował

Start masowy (10 km + 2 serie skoków na skoczni K90)
- Jason Lamy Chappuis - 3. miejsce, brązowy medal
- François Braud - 10. miejsce
- Jonathan Felisaz - 32. miejsce
- Sébastien Lacroix - 34. miejsce

Gundersen (1 seria skoków na skoczni K90 + 10 km)
- François Braud - 12. miejsce
- Jason Lamy Chappuis - 23. miejsce
- Sébastien Lacroix - 27. miejsce
- Jonathan Felisaz - 40. miejsce

Kombinacja drużynowa
- Maxime Laheurte, François Braud, Sébastien Lacroix, Jason Lamy Chappuis - 4. miejsce

### Skoki narciarskie mężczyzn
Normalna skocznia indywidualnie HS 100
- Vincent Descombes Sevoie - 33. miejsce
- Emmanuel Chedal - odpadł w kwalifikacjach
- David Lazzaroni - odpadł w kwalifikacjach
- Alexandre Mabboux - odpadł w kwalifikacjach

Duża skocznia indywidualnie HS 134
- Emmanuel Chedal - 18. miejsce
- Vincent Descombes Sevoie - 41. miejsce
- Alexandre Mabboux - 42. miejsce
- David Lazzaroni - 48. miejsce

Duża skocznia drużynowo HS 134
- Vincent Descombes Sevoie, Alexandre Mabboux, David Lazzaroni, Emmanuel Chedal - 8. miejsce

### Skoki narciarskie kobiet
Normalna skocznia indywidualnie HS 100
- Coline Mattel - 5. miejsce
- Caroline Espiau - 33. miejsce